# جورجينا كالاغان
جورجينا كالاغان (بالإنجليزية: Georgina Callaghan)‏ هي مغنية مؤلفة بريطانية، ولدت في 28 نوفمبر 1986.

## وصلات خارجية
- الموقع الرسمي
- جورجينا كالاغان على موقع IMDb (الإنجليزية)
- جورجينا كالاغان على موقع ميوزك برينز (الإنجليزية)
- جورجينا كالاغان على موقع ديسكوغز (الإنجليزية)